# Масальський Володимир Іванович
Володи́мир Іва́нович Маса́льський (13(25) липня 1896, Київ — 14. січня 1979, Київ) — мовознавець, методист.

## Біографія
Про здобуття середньої освіти невідомо. Закінчив історико-філологічний факультет Київського державного університету у 1920. Працював у навчальних закладах Бердянська, Таганчі, Білої Церкви та інших міст України. Упродовж 1920—1922 рр. Масальський викладав українську та російську мови в Бердянському педагогічному технікумі та в інших навчальних закладах, а також на вчительських курсах. У 1922—1925 рр. був викладачем та інспектором шкіл на Чорнобильщині, Корсунь-Шевченківщині, у 1925—1927 рр. — інспектором на Білоцерківщині. Працював над удосконаленням форм і методів викладання української та російської мов, ділився своїми знаннями й набутим практичним досвідом з учителями. У 1925 р. став членом Білоцерківського окружного методкому. У 1929 р. за дорученням окружного методкому організував у м. Білій Церкві методкабінет, яким завідував до 1930 р. Водночас продовжував у діяльність викладача. Викладав у Білоцерківському педагогічному технікумі мову, історію мови, загальне мовознавство, методику української і російської мов, теорію літератури (української, російської, західної) 1926—1930 рр; в 1927—1930 рр. — методику мови на окружних учительських курсах. Навчаючись в аспірантурі при Науково-дослідному інституті мовознавства Академії наук УРСР, В. І. Масальський успішно поєднує науково-дослідницьку і педагогічну діяльність. У 1931—1933 рр. він викладає методику мови і літератури у Київському інституті професійної освіти, у Київському вечірньому університеті для вчителів, керує семінаром з методики мови для аспірантів-україністів НДІ мовознавства.
З 1933 року працював науковим співробітником Інституту мовознавства АН УРСР, керував секцією стилістики до 1937 р. У 1933—1935 рр. — професор методики мови у Київському польському педагогічному інституті. У 1933—1936 рр. читав курс методики мови і літератури у Київському державному університеті, а з 1937 по 1940 рік з дозволу Інституту мовознавства Академії наук УРСР читав цикл лекцій з методики мови і літератури в Рогачівському вчительському інституті у Білорусії. Завідував кафедрою слов'янської філології Київського державного університету ім. Т. Г. Шевченка.

### Інтереси
- Професійна підготовка вчителя,
- Вивчення фонетики, граматики та засвоєння правопису в середній школі, розвиток усної і писемної мови учнів,
- Вивчення споріднених мов,
- Дослідження історії методики
- Створенням стабільного підручника з української мови для середньої школи

#### Основні навчально-методичні праці
- «Теорія і практика перекладу ділової документації для слухачів ФСДП» (частина ІІ): навч. метод.посібн.
- «Особливості перекладу текстів за фахом»
- «Питання методики граматики, правопису і розвитку мови учнів»
- «Методика викладання української мови в середній школі»
- «Мова й література в школі»